# Franciaország az 1968. évi téli olimpiai játékokon
Franciaország a Grenoble-ban megrendezett 1968. évi téli olimpiai játékok házigazda nemzeteként vett részt a versenyeken. Az országot az olimpián 10 sportágban 75 sportoló képviselte, akik összesen 9 érmet szereztek.

## Érmesek
| Érem  | Versenyző          | Sportág     | Versenyszám            |
| ----- | ------------------ | ----------- | ---------------------- |
| Arany | Jean-Claude Killy  | Alpesisí    | Férfi lesiklás         |
| Arany | Jean-Claude Killy  | Alpesisí    | Férfi óriás-műlesiklás |
| Arany | Jean-Claude Killy  | Alpesisí    | Férfi műlesiklás       |
| Arany | Marielle Goitschel | Alpesisí    | Női műlesiklás         |
| Ezüst | Guy Périllat       | Alpesisí    | Férfi lesiklás         |
| Ezüst | Isabelle Mir       | Alpesisí    | Női lesiklás           |
| Ezüst | Annie Famose       | Alpesisí    | Női óriás-műlesiklás   |
| Bronz | Annie Famose       | Alpesisí    | Női műlesiklás         |
| Bronz | Patrick Péra       | Műkorcsolya | Férfi egyéni           |

## Alpesisí
Férfi
| Versenyző          | Versenyszám      | Selejtező | Selejtező | Selejtező | Selejtező | Döntő    | Döntő    | Döntő    | Döntő    | Döntő      | Döntő      |
| Versenyző          | Versenyszám      | 1. futam  | 1. futam  | 2. futam  | 2. futam  | 1. futam | 1. futam | 2. futam | 2. futam | Összesítés | Összesítés |
| Versenyző          | Versenyszám      | Idő       | Hely.     | Idő       | Hely.     | Idő      | Hely.    | Idő      | Hely.    | Idő        | Helyezés   |
| ------------------ | ---------------- | --------- | --------- | --------- | --------- | -------- | -------- | -------- | -------- | ---------- | ---------- |
| Jean-Pierre Augert | Műlesiklás       | 52,10     | 3.        | 54,91     | 1.        | 51,32    | 17.      | kizárták | kizárták | kiesett    | kiesett    |
| Jean-Claude Killy  | Lesiklás         |           |           |           |           |          |          |          |          | 1:59,85    |            |
| Jean-Claude Killy  | Műlesiklás       | 49,89     | 1.        |           |           | 49,37    | 1.       | 50,36    | 4.       | 1:39,73    |            |
| Jean-Claude Killy  | Óriás-műlesiklás |           |           |           |           | 1:42,74  | 1.       | 1:46,54  | 2.       | 3:29,28    |            |
| Léo Lacroix        | Lesiklás         |           |           |           |           |          |          |          |          | 2:03,86    | 20.        |
| Georges Mauduit    | Óriás-műlesiklás |           |           |           |           | 1:44,86  | 4.       | 1:48,92  | 12.      | 3:33,78    | 9.         |
| Bernard Orcel      | Lesiklás         |           |           |           |           |          |          |          |          | 2:02,22    | 8.         |
| Bernard Orcel      | Óriás-műlesiklás |           |           |           |           | kizárták | kizárták | kiesett  | kiesett  | kiesett    | kiesett    |
| Alain Penz         | Műlesiklás       | 54,63     | 2.        |           |           | 49,89    | 6.**     | 51,25    | 11.      | 1:41,14    | 8.         |
| Guy Périllat       | Lesiklás         |           |           |           |           |          |          |          |          | 1:59,93    |            |
| Guy Périllat       | Műlesiklás       | 57,71     | 3.        | 55,37     | 1.        | 49,89    | 6.**     | kizárták | kizárták | kiesett    | kiesett    |
| Guy Périllat       | Óriás-műlesiklás |           |           |           |           | 1:44,78  | 3.       | 1:47,28  | 5.       | 3:32,06    | 4.         |

Női
| Versenyző          | Versenyszám      | 1. futam | 1. futam | 2. futam | 2. futam | Összesítés | Összesítés |
| Versenyző          | Versenyszám      | Idő      | Hely.    | Idő      | Hely.    | Idő        | Helyezés   |
| ------------------ | ---------------- | -------- | -------- | -------- | -------- | ---------- | ---------- |
| Annie Famose       | Lesiklás         |          |          |          |          | 1:42,15    | 5.         |
| Annie Famose       | Műlesiklás       | 42,21    | 7.       | 45,68    | 3.       | 1:27,89    |            |
| Annie Famose       | Óriás-műlesiklás |          |          |          |          | 1:54,61    |            |
| Marielle Goitschel | Lesiklás         |          |          |          |          | 1:42,95    | 8.         |
| Marielle Goitschel | Műlesiklás       | 40,27    | 2.       | 45,59    | 2.       | 1:25,86    |            |
| Marielle Goitschel | Óriás-műlesiklás |          |          |          |          | 1:56,09    | 7.         |
| Isabelle Mir       | Lesiklás         |          |          |          |          | 1:41,33    |            |
| Isabelle Mir       | Műlesiklás       | 42,14    | 6.       | 46,08    | 4.*      | 1:28,22    | 5.         |
| Isabelle Mir       | Óriás-műlesiklás |          |          |          |          | 1:56,07    | 6.         |
| Florence Steurer   | Lesiklás         |          |          |          |          | 1:43,00    | 9.         |
| Florence Steurer   | Műlesiklás       | kizárták | kizárták | kiesett  | kiesett  | kiesett    | kiesett    |
| Florence Steurer   | Óriás-műlesiklás |          |          |          |          | 1:54,75    | 4.         |

* - egy másik versenyzővel azonos eredményt ért el

** - két másik versenyzővel azonos eredményt ért el

## Biatlon
| Versenyző                                                       | Versenyszám      | Lövőhiba | Időeredmény | Helyezés |
| --------------------------------------------------------------- | ---------------- | -------- | ----------- | -------- |
| Guy Duraffourg                                                  | 20 km egyéni     | 18       | 1:41:51,4   | 58.      |
| Aimé Gruet-Masson                                               | 20 km egyéni     | 11       | 1:31:50,4   | 42.      |
| Louis Romand                                                    | 20 km egyéni     | 12       | 1:37:55,2   | 57.      |
| Jean-Claude Viry                                                | 20 km egyéni     | 10       | 1:29:16,2   | 35.      |
| Daniel Claudon Serge Legrand Aimé Gruet-Masson Jean-Claude Viry | 4 × 7,5 km váltó | 10       | 2:31:12,9   | 10.      |

## Bob
| Versenyző                                                   | Versenyszám | 1. futam | 1. futam | 2. futam | 2. futam | 3. futam | 3. futam | 4. futam | 4. futam | Összesítés | Összesítés |
| Versenyző                                                   | Versenyszám | Idő      | Hely.    | Idő      | Hely.    | Idő      | Hely.    | Idő      | Hely.    | Idő        | Helyezés   |
| ----------------------------------------------------------- | ----------- | -------- | -------- | -------- | -------- | -------- | -------- | -------- | -------- | ---------- | ---------- |
| Bertrand Croset Henri Sirvain                               | Kettes      | 1:12,36  | 15.*     | 1:12,79  | 16.      | 1:12,35  | 11.      | 1:13,78  | 20.      | 4:51,28    | 16.        |
| Gérard Christaud-Pipola Jacques Christaud-Pipola            | Kettes      | 1:11,24  | 6.       | 1:34,47  | 20.      | 1:12,49  | 13.      | 1:13,47  | 18.      | 5:11,67    | 20.        |
| Francis Luiggi André Patey Gérard Monrazel Maurice Grether  | Négyes      | 1:10,65  | 7.*      | 1:08,19  | 7.       |          |          |          |          | 2:18,84    | 7.         |
| Bertrand Croset Claude Roussel Louis Courtois Henri Sirvain | Négyes      | 1:11,11  | 12.      | 1:08,61  | 11.      |          |          |          |          | 2:19,72    | 11.        |

* - egy másik csapattal azonos eredményt ért el

## Északi összetett
| Versenyző            | Síugrás  | Síugrás  | Síugrás  | Síugrás  | Síugrás  | Síugrás  | Síugrás | Síugrás | Sífutás | Sífutás | Sífutás | Összesítés | Összesítés |
| Versenyző            | 1. ugrás | 1. ugrás | 2. ugrás | 2. ugrás | 3. ugrás | 3. ugrás | Össz.   | Össz.   | Sífutás | Sífutás | Sífutás | Összesítés | Összesítés |
| Versenyző            | Távolság | Pont     | Távolság | Pont     | Távolság | Pont     | Pont    | Hely.   | Idő     | Pont    | Hely.   | Pont       | Helyezés   |
| -------------------- | -------- | -------- | -------- | -------- | -------- | -------- | ------- | ------- | ------- | ------- | ------- | ---------- | ---------- |
| Jean-Marie Bourgeois | 53,5     | 56,0     | 40,0     | (35,6)   | 52,5     | 55,4     | 111,4   | 40.     | 50:18,0 | 214,50  | 9.      | 325,90     | 38.        |
| Gervais Poirot       | 49,0     | (49,4)   | 53,0     | 51,2     | 53,0     | 51,2     | 102,4   | 41.     | 50:22,2 | 213,58  | 10.     | 315,98     | 41.        |
| Émile Salvi          | 63,0     | 77,7     | 63,0     | 80,9     | 63,5     | (76,2)   | 158,6   | 39.     | 53:44,3 | 173,78  | 32.     | 332,38     | 37.        |

## Gyorskorcsolya
Férfi
| Versenyző          | Versenyszám | Eredmény | Helyezés |
| ------------------ | ----------- | -------- | -------- |
| François Perrenoud | 500 m       | 44,1     | 46.      |
| François Perrenoud | 1500 m      | 2:14,0   | 37.      |
| François Perrenoud | 5000 m      | 8:07,5   | 31.*     |
| François Perrenoud | 10 000 m    | 17:10,2  | 26.      |
| Michel Thépénier   | 500 m       | 43,8     | 45.      |
| Michel Thépénier   | 1500 m      | 2:13,7   | 36.      |
| Michel Thépénier   | 5000 m      | 8:06,2   | 30.      |

Női
| Versenyző              | Versenyszám | Eredmény | Helyezés |
| ---------------------- | ----------- | -------- | -------- |
| Patricia Demartini     | 1000 m      | 1:44,6   | 28.      |
| Patricia Demartini     | 1500 m      | 2:40,6   | 29.      |
| Martine Ivangine       | 500 m       | 48,5     | 22.      |
| Martine Ivangine       | 1000 m      | 1:37,4   | 17.*     |
| Martine Ivangine       | 1500 m      | 2:29,9   | 14.*     |
| Martine Ivangine       | 3000 m      | 5:19,3   | 15.      |
| Marie-Louise Perrenoud | 500 m       | 48,2     | 19.*     |
| Marie-Louise Perrenoud | 1000 m      | 1:39,3   | 24.      |
| Marie-Louise Perrenoud | 1500 m      | 2:39,2   | 28.      |
| Marie-Louise Perrenoud | 3000 m      | 5:41,7   | 25.      |

* - egy másik versenyzővel azonos eredményt ért el

## Jégkorong
| Francia férfi jégkorongcsapat-játékoskeret                                                                  | Francia férfi jégkorongcsapat-játékoskeret                                                                   | Francia férfi jégkorongcsapat-játékoskeret                                                                 |
| --- | --- | --- |
| - Claude Blanchard - René Blanchard - Bernard Cabanis - Michel Caux - Bernard Deschamps - Gérard Faucomprez | - Patrick Francheterre - Joël Gauvin - Joël Godeau - Daniel Grando - Gilbert Itzicsohn - Philippe Lacarrière | - Gilbert Lèpre - Charles Liberman - Alain Mazza - Patrick Pourtanel - Olivier Prechac - Jean-Claude Sozzi |

### Eredmények
Selejtező
- Franciaország nem játszott selejtezőt

Helyosztó csoportkör
| 1968. február 8. | Franciaország (FRA) | 1 – 4 (1–1, 0–2, 0–1) | Norvégia | Grenoble |

|  |  |  |  |  |
|  |  |  |  |  |
|  |  |  |  |  |
|  |  |  |  |  |

| 1968. február 9. | Franciaország (FRA) | 3 – 7 (0–2, 0–2, 3–3) | Románia | Grenoble |

|  |  |  |  |  |
|  |  |  |  |  |
|  |  |  |  |  |
|  |  |  |  |  |

| 1968. február 11. | Franciaország (FRA) | 2 – 5 (0–1, 2–3, 0–1) | Ausztria | Grenoble |

|  |  |  |  |  |
|  |  |  |  |  |
|  |  |  |  |  |
|  |  |  |  |  |

| 1968. február 13. | Franciaország (FRA) | 1 – 10 (0–6, 0–1, 1–3) | Jugoszlávia | Grenoble |

|  |  |  |  |  |
|  |  |  |  |  |
|  |  |  |  |  |
|  |  |  |  |  |

| 1968. február 17. | Franciaország (FRA) | 2 – 6 (0–0, 0–4, 2–2) | Japán | Grenoble |

|  |  |  |  |  |
|  |  |  |  |  |
|  |  |  |  |  |
|  |  |  |  |  |

Végeredmény
| Csapat        | M | Gy | D | V | G+ | G– | Gk  | P  |
| ------------- | - | -- | - | - | -- | -- | --- | -- |
| Jugoszlávia   | 5 | 5  | 0 | 0 | 33 | 9  | +24 | 10 |
| Japán         | 5 | 4  | 0 | 1 | 27 | 12 | +15 | 8  |
| Norvégia      | 5 | 3  | 0 | 2 | 15 | 15 | 0   | 6  |
| Románia       | 5 | 2  | 0 | 3 | 22 | 23 | –1  | 4  |
| Ausztria      | 5 | 1  | 0 | 4 | 12 | 27 | –15 | 2  |
| Franciaország | 5 | 0  | 0 | 5 | 9  | 32 | –23 | 0  |

| Csapat        | Helyezés |
| ------------- | -------- |
| Franciaország | 14.      |

## Műkorcsolya
| Versenyző          | Versenyszám  | Kötelező elemek   | Kötelező elemek | Kűr               | Kűr   | Összesítés                     | Összesítés                     | Összesítés                     | Összesítés                     | Összesítés                     | Összesítés                     | Összesítés                     | Összesítés                     | Összesítés                     | Összesítés        | Összesítés        | Összesítés  | Összesítés | Összesítés |
| Versenyző          | Versenyszám  | Kötelező elemek   | Kötelező elemek | Kűr               | Kűr   | Helyezési pontszámok bírónként | Helyezési pontszámok bírónként | Helyezési pontszámok bírónként | Helyezési pontszámok bírónként | Helyezési pontszámok bírónként | Helyezési pontszámok bírónként | Helyezési pontszámok bírónként | Helyezési pontszámok bírónként | Helyezési pontszámok bírónként | Több. hely. száma | Több. hely. össz. | Hely. össz. | Pont       | Helyezés   |
| Versenyző          | Versenyszám  | Több. hely. száma | Hely.           | Több. hely. száma | Hely. | 1                              | 2                              | 3                              | 4                              | 5                              | 6                              | 7                              | 8                              | 9                              | Több. hely. száma | Több. hely. össz. | Hely. össz. | Pont       | Helyezés   |
| ------------------ | ------------ | ----------------- | --------------- | ----------------- | ----- | ------------------------------ | ------------------------------ | ------------------------------ | ------------------------------ | ------------------------------ | ------------------------------ | ------------------------------ | ------------------------------ | ------------------------------ | ----------------- | ----------------- | ----------- | ---------- | ---------- |
| Patrick Péra       | Férfi egyéni | 5×2+              | 3.              | 6×7+              | 7.    | 4,0                            | 3,0                            | 3,0                            | 3,0                            | 4,0                            | 4,0                            | 3,0                            | 4,0                            | 3,0                            | 5×3+              | 15,0              | 31,0        | 1864,5     |            |
| Philippe Pelissier | Férfi egyéni | 6×14+             | 14.             | 5×11+             | 12.   | 13,0                           | 8,0                            | 13,0                           | 10,0                           | 13,0                           | 15,0                           | 14,0                           | 14,0                           | 14,0                           | 5×13+             | 57,0              | 114,0       | 1706,0     | 13.        |
| Jacques Mrozek     | Férfi egyéni | 7×19+             | 18.             | 5×20+             | 20.   | 21,0                           | 18,0                           | 18,0                           | 21,0                           | 21,0                           | 22,0                           | 17,0                           | 21,0                           | 20,0                           | 8×21+             | 157,0             | 179,0       | 1601,0     | 20.        |
| Micheline Joubert  | Női egyéni   | 5×27+             | 28.             | 5×15+             | 15.   | 19,0                           | 22,0                           | 18,0                           | 20,0                           | 21,0                           | 17,0                           | 24,0                           | 16,0                           | 25,0                           | 5×20+             | 90,0              | 182,0       | 1594,8     | 20.        |
| Sylvaine Duban     | Női egyéni   | 5×21+             | 19.             | 5×28+             | 29.   | 24,0                           | 21,0                           | 23,0                           | 26,0                           | 23,0                           | 25,0                           | 27,0                           | 23,0                           | 27,0                           | 7×26+             | 165,0             | 219,0       | 1551,4     | 27.        |

## Sífutás
Férfi
| Versenyző                                               | Versenyszám     | Eredmény  | Helyezés |
| ------------------------------------------------------- | --------------- | --------- | -------- |
| Victor Arbez                                            | 15 km           | 51:20,5   | 28.      |
| Philippe Baradel                                        | 30 km           | 1:45:33,3 | 41.      |
| Fernand Borrel                                          | 50 km           | 2:45:10,6 | 40.      |
| Luc Colin                                               | 30 km           | 1:45:40,7 | 42.      |
| Luc Colin                                               | 50 km           | 2:48:57,9 | 44.      |
| Jean Jobez                                              | 15 km           | 53:22,1   | 46.      |
| Jean Jobez                                              | 30 km           | 1:45:08,8 | 39.      |
| Claude Legrand                                          | 50 km           | 2:45:36,9 | 41.      |
| Félix Mathieu                                           | 15 km           | 52:58,8   | 44.      |
| Roger Pires                                             | 15 km           | 50:52,6   | 24.      |
| Roger Pires                                             | 30 km           | 1:45:54,6 | 43.      |
| Roger Pires                                             | 50 km           | 2:36:48,8 | 24.      |
| Félix Mathieu Victor Arbez Philippe Baradel Roger Pires | 4 × 10 km váltó | 2:21:23,0 | 11.      |

## Síugrás
| Versenyző          | Versenyszám | 1. ugrás | 1. ugrás | 1. ugrás | 2. ugrás | 2. ugrás | 2. ugrás | Összesítés | Összesítés |
| Versenyző          | Versenyszám | Távolság | Pont     | Hely.    | Távolság | Pont     | Hely.    | Pont       | Helyezés   |
| ------------------ | ----------- | -------- | -------- | -------- | -------- | -------- | -------- | ---------- | ---------- |
| Maurice Arbez      | Normálsánc  | 70,0     | 91,3     | 44.      | 68,5     | 87,4     | 44.      | 178,7      | 41.        |
| Maurice Arbez      | Nagysánc    | 87,0     | 83,2     | 45.      | 79,0     | 66,0     | 52.      | 149,2      | 50.*       |
| Alain Macle        | Normálsánc  | 74,0     | 104,2    | 18.      | 72,5     | 99,8     | 16.      | 204,0      | 18.        |
| Alain Macle        | Nagysánc    | 89,5     | 93,7     | 32.      | 93,5     | 100,3    | 7.       | 194,0      | 17.        |
| Gilbert Poirot     | Normálsánc  | 76,5     | 106,7    | 10.      | 73,5     | 100,4    | 13.*     | 207,1      | 10.*       |
| Gilbert Poirot     | Nagysánc    | 97,0     | 103,7    | 16.      | 94,0     | 100,0    | 8.       | 203,7      | 10.        |
| Michel Saint Lezer | Normálsánc  | 67,0     | 85,0     | 51.      | 64,0     | 79,7     | 49.      | 164,7      | 50.        |
| Michel Saint Lezer | Nagysánc    | 85,5     | 80,6     | 48.*     | 76,0     | 62,3     | 53.      | 142,9      | 54.        |

* - egy másik versenyzővel azonos eredményt ért el

## Szánkó
| Versenyző                       | Versenyszám | 1. futam | 1. futam | 2. futam | 2. futam | 3. futam | 3. futam | Összesítés | Összesítés |
| Versenyző                       | Versenyszám | Idő      | Hely.    | Idő      | Hely.    | Idő      | Hely.    | Idő        | Helyezés   |
| ------------------------------- | ----------- | -------- | -------- | -------- | -------- | -------- | -------- | ---------- | ---------- |
| Jean-Pierre De Petro            | Férfi egyes | 1:01,03  | 36.      | 1:01,24  | 34.      | 1:01,26  | 35.      | 3:03,53    | 35.        |
| Ion Pervilhac                   | Férfi egyes | 1:01,98  | 38.      | 1:02,99  | 40.      | 1:01,45  | 37.      | 3:06,42    | 38.        |
| Georges Tresallet               | Férfi egyes | 59,75    | 28.      | 1:00,41  | 31.      | 1:00,21  | 30.      | 3:00,37    | 29.        |
| Jacqueline Barasinski           | Női egyes   | 51,96    | 20.      | 52,39    | 21.      | 52,44    | 20.      | 2:36,79    | 20.        |
| Sylvette Grassi                 | Női egyes   | 51,85    | 17.      | 52,08    | 20.      | 52,55    | 21.      | 2:36,48    | 19.        |
| Georges Tresallet Ion Pervilhac | Kettes      | 49,97    | 11.      | 49,29    | 9.       |          |          | 1:39,26    | 11.        |